# Sex & Religion
《Sex & Religion》은 미국의 기타리스트 스티브 바이의 세 번째 스튜디오 음반으로, 1993년 7월 23일, "바이"라는 밴드 이름으로 렐러티비티 레코드를 통해 발매되었다. 그것은 미래의 데빈 타운젠드 프로젝트와 음반의 보컬을 맡았던 스트래핑 영 래드 가수이자 기타리스트인 데빈 타운젠드의 첫 주요 참여로 알려져 있다. 타운젠드는 또한 〈Pig〉와 〈Just Cartilage〉을 공동 작사, 작곡하기도 했는데, 후자는 일본에서 보너스 트랙으로만 발매되었다. 바이는 또한 데스몬드 차일드, 로저 그리나월트와 함께 〈In My Dreams with You〉를 공동 작사, 작곡했다.
《Sex & Religion》은 미국 빌보드 200에서 48위, 영국 음반 차트에서 17위에 올랐고 다른 4개국에서 60위 안에 들었다. 〈In My Dreams With You〉는 싱글로 발매되어 《빌보드》 메인스트림 록 트랙 차트에서 36위에 올랐다.
이 음반의 커버 아트는 세바스티아누스의 유명한 예술 묘사에 대한 언급으로 보인다.

## 배경 및 갈등
《Sex & Religion》을 위해 바이는 자신과 타운젠드, 드러머이자 동료 프랭크 자파의 졸업생인 테리 보지오와 베이시스트 T. M. 스티븐스를 포함한 "괴물 음악가"의 밴드를 결성하기를 원했다. 원래는 각 음악가들이 아이디어를 내고 창작 과정에서 큰 역할을 하도록 의도되었지만, 바이는 결국 음반 제작 과정에서 많은 갈등을 야기한 프로젝트 전체를 마이크로 처리하게 되었다. 바이의 설명대로라면 《Passion and Warfare》 (1990년) 스타일로 음반을 내겠다는 기대가 컸지만, 그 대신 근본적으로 다른 방향으로 내기로 결정해 많은 팬들과 비평가들을 혼란스럽게 했다. 이 밴드는 음반이 끝난 후 해체되었고, 바이는 타운젠드와 몇몇 세션 드러머와 베이시스트들(에이브 라보리엘 주니어, 토스 파노스, 스콧 튠즈 등)과만 함께 투어를 했다.

## 반응
| 전문가 평가 | 전문가 평가 |
| 평가 점수   | 평가 점수   |
| 출처        | 점수        |
| ----------- | ----------- |
| AllMusic    | [ 1 ]       |

올뮤직의 스티븐 토마스 얼와인은 《Sex & Religion》에게 5점 만점에 2개의 별을 주면서 "바이의 보통 놀라운 경력을 담은 지루한 음반은 말할 것도 없고 가장 예측 가능하고 통념적인 음반"이라고 말하며 이 밴드를 "보행자"라고 비난했다.

## 곡 목록
모든 곡들은 특별한 언급이 없는 한 스티브 바이에 의해 작사/작곡하였다.
| #   | 제목                          | 작사·작곡                              | 재생 시간 |
| --- | ----------------------------- | -------------------------------------- | --------- |
| 1.  | 〈An Earth Dweller's Return〉 |                                        | 1:04      |
| 2.  | 〈Here & Now〉                |                                        | 4:47      |
| 3.  | 〈In My Dreams With You〉     | 바이, 데스몬드 차일드, 로저 그리나월트 | 5:01      |
| 4.  | 〈Still My Bleeding Heart〉   |                                        | 6:00      |
| 5.  | 〈Sex & Religion〉            |                                        | 4:24      |
| 6.  | 〈Dirty Black Hole〉          |                                        | 4:27      |
| 7.  | 〈Touching Tongues〉          |                                        | 5:33      |
| 8.  | 〈State of Grace〉            |                                        | 1:41      |
| 9.  | 〈Survive〉                   |                                        | 4:46      |
| 10. | 〈Pig〉                       | 바이, 데빈 타운젠드                    | 3:36      |
| 11. | 〈The Road to Mt. Calvary〉   |                                        | 2:35      |
| 12. | 〈Down Deep into the Pain〉   |                                        | 8:01      |
| 13. | 〈Rescue Me or Bury Me〉      |                                        | 8:25      |

| #   | 제목               | 작사·작곡      | 재생 시간 |
| --- | ------------------ | -------------- | --------- |
| 14. | 〈Just Cartilage〉 | 바이, 타운젠드 | 4:19      |